# قیراج سفلی
قیراج‌سفلی یکی از روستاهای استان آذربایجان شرقی است که در بخش یامچی واقع شده‌است. 
یکی از روستاهای تازه تاسیس در دهستان ذوالبین می باشد که به دلیل تعداد زیاد خانه باغ های ساخته شده در گرداگرد تالاب قیراج و افزایش جمعیت در اواسط دهه ٩٠ تبدیل به روستا شد. ساکنان این روستا همگی مهاجر بوده و از اهالی یامچی و شهرهای مختلف آذربایجان شرقی می باشند و بیشتر در ٦ ماهه اول سال به خانه های خود در این روستا آمده و به اصطلاح روستای ییلاقی می باشد.